# Кусты (река)
Кусты́ (Кусто; каз. Құсты) — река на востоке Тарбагатайского района в Восточно-Казахстанской области Казахстана. Впадает в озеро Зайсан.
Длина реки составляет 44 км или, по другим данным, 51 км. Площадь водосборного бассейна — 137 км².
Начинается на северных склонах центральной части хребта Манрак (Манырак), к востоку от горы Шорбас. В верхней половине течёт в основном на северо-запад, в нижней — на северо-восток. В нижнем течении распадается на сеть арыков: большинство из которых теряется в районе села Тугыл, лишь некоторые впадают в реку Тайжузген (Таужузген) и озеро Зайсан на высоте 395 м над уровнем моря.